# 엘레크래프트

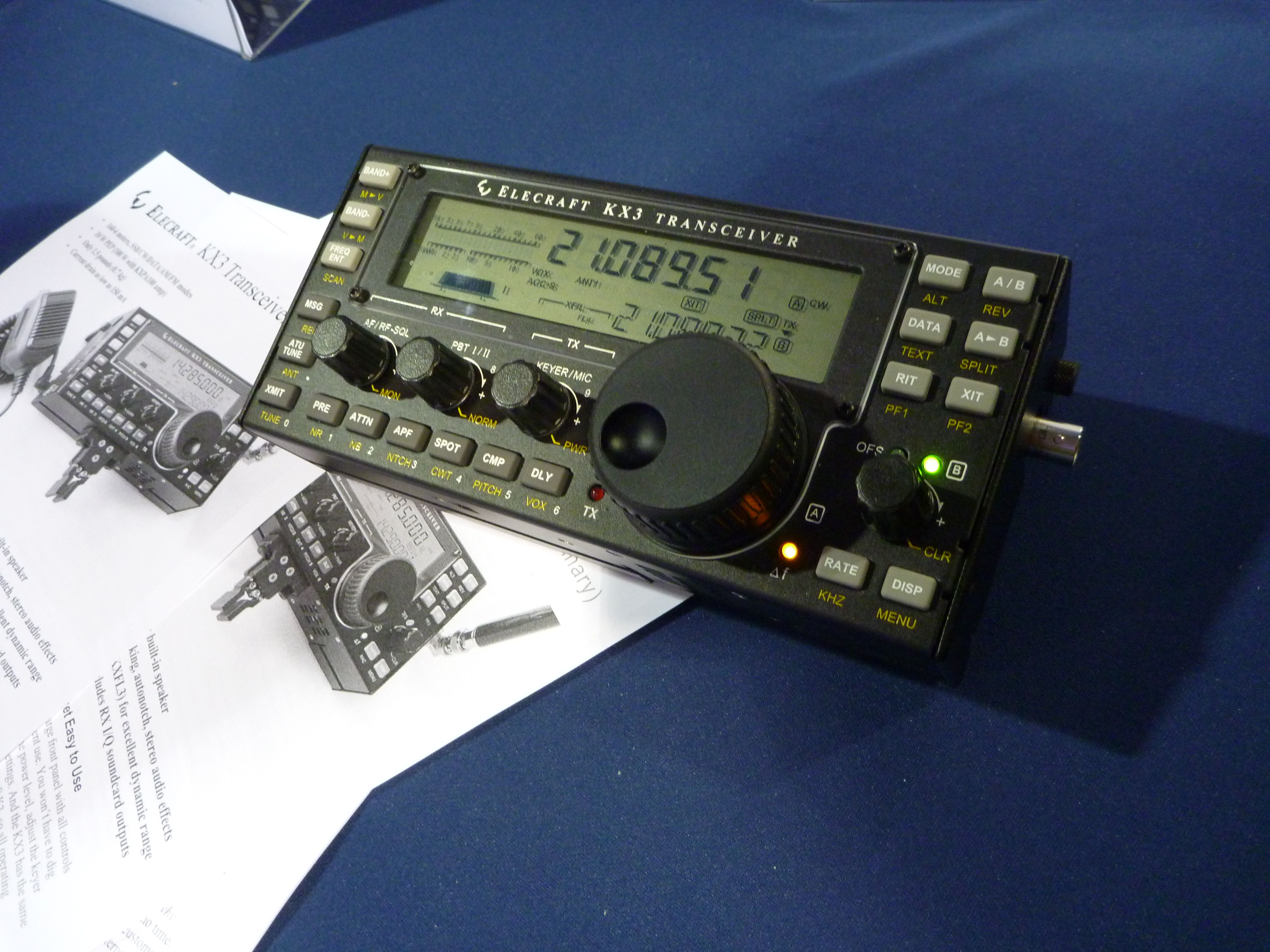
엘레크래프트 KX3

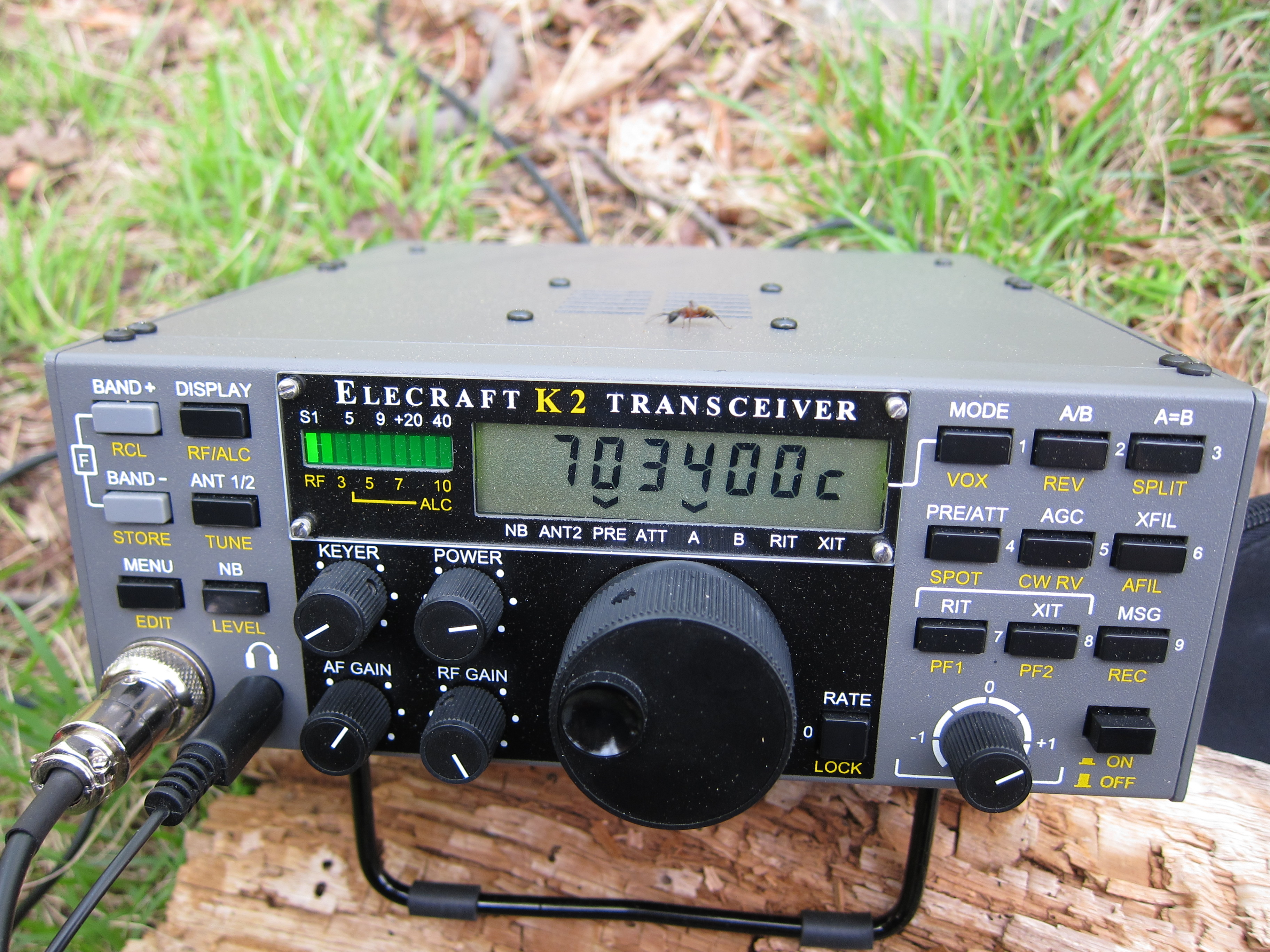
엘레크래프트 K2

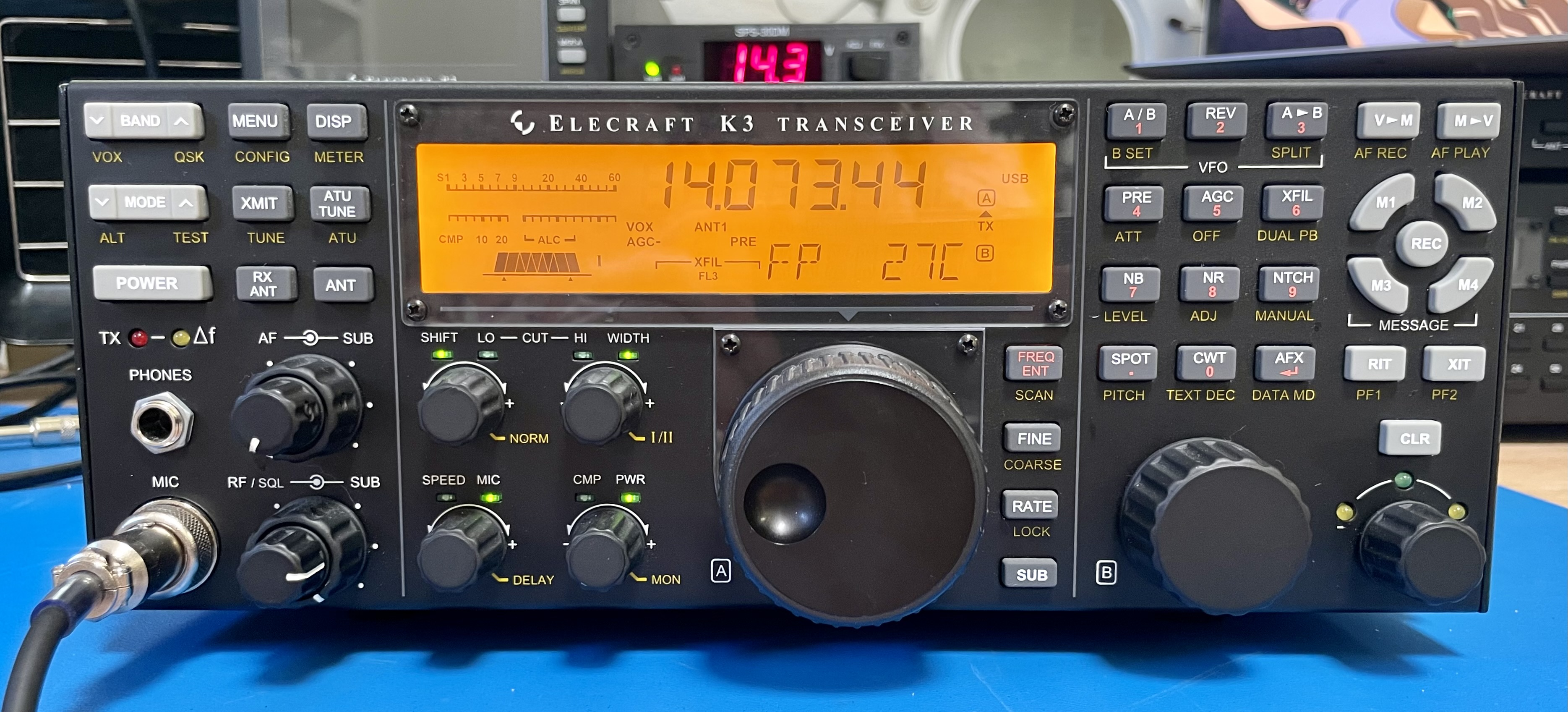
엘레크래프트 K3

엘레크래프트(Elecraft, Inc.)는 미국 캘리포니아주 왓슨 빌딩에 본사를 두는 미국의 아마츄어 무전기(햄) 기기와 키트를 만드는 회사이다. 1998년에 웨인 버딕과 에릭 스와르츠가 설립했고 최초의 판매 품목은 K2 트랜시버로 1997년 10월에 판매를 시작하였다.
이 회사는 2008년에 도입된 32비트 DSP 베이스의 무전기인 엘레크래프트 K3 고성능 HF 트랜시버와 6미터 VHF 대역, 160미터 MF 대역에서 가장 주목받고 있다. K3의 수신은 압도적으로 기존의 것보다 더 나은 성능이며, QST의 포괄적인 리뷰에 따르면 "K3는 사용 가능한 모든 구성에 있어 홈스테이션 또는 휴대용 HF 및 6m 트랜시버를 요구하는 거의 모든 사람의 요구를 만족시키는 고성능, 모듈식, 확장 가능한 트랜시버를 제공한다"고 한다. 도입 당시 K3는 아마추어 무선수신기 중 최고 등급인 셔우드 엔지니어링 랭킹을 획득했다.
Elecraft 제품 라인업에는 QRPCW 트랜시버, K2 및 K3 올 모드 100W 트랜시버, KX2 및 KX3 휴대용 160m ~ 2m 트랜시버, 리니어 파워 앰프, 2개의 Panapter, 안테나 튜너 및 신호 발생기를 포함한 악세서리가 포함된다.
많은 엘레크래프트 제품은 아직 완성품이 아닌 키트로도 만들어 가면 완전품으로 구입이 가능 하다. 모든 제품은 확장 옵션을 제공한다. K3 옵션 중 하나인 K144XV는 10와트의 2미터 내장 트랜시버를 추가한다. KX3은, 1개의 내부 VHF 트랜스버터 모듈에 대응할 수 있다. KX3-2M은 2미터의 대역을, KX3-4M은 4미터의 대역을 추가하여 모두 2.5와트의 RF출력을 갖추고 있다. 2미터 모듈은 120~165MHz를 수신하며, 2미터의 무선 대역으로 전송된다. 4m 모듈은 65~72MHz를 발신 시킬 수 있다. 2미터 모듈은 162MHz 웨더밴드 스테이션과 120MHz 에어포트 타워 AM을 수신할 수 있지만 햄밴드 이외에서는 감도가 점차 떨어진다.
KX3 트랜시버는 풀기능의 노브앤버튼 인터페이스를 갖춘 휴대용 소프트웨어 정의무선(SDR) 트랜시버이다. SDR 트랜시버지만 컴퓨터에 연결할 필요는 없다.
회사에서 높은 평가를 받고 있는 「K-Line」은, K3 트랜시버, KPA500500W 솔리드 스테이트 파워 앰프, KAT500 자동 안테나 튜너, 및 P3 팬 어댑터로 구성되어 있다. 또한 P3에 추가된 P3SVGA 애드 온에 의해 Panadapter 데이터가 대화면에 표시되고 W2HF/VHF/UHF 와트미터가 K-Line의 일부로 간주되기도 한다. 가장 최근 Elecraft는 KX2 및 KX3 트랜시버, PX3 Panadapter, 및 KXPA100W 파워앰프로 구성된 "KX-Line"을 발표하였다.
2015년 Elecraft는 K3 트랜시버의 직접적인 대체품으로 K3S 트랜시버를 출시했다. K3S는 새로운 기능이나 업그레이드된 기능으로 K3를 재설계한 것으로, 대부분은 이전 K3에 부품을 교환해 장착할 수 있다.
K3S는 현재 샤우드 엔지니어링의 기종 전체 성능 순위에서 4위에 랭크되어 있다.
2017년 엘레크래프트는 1500와트(완전한 법정 한계) 증폭기인 KPA1500을 도입했다. KPA1500은 160~6미터의 대역을 커버하고 있습니다. 가장 주목해야 할 기능은 내장된 Wide-Range Antenna Tuning Unit(ATU;광범위 안테나 튜닝 유닛)이다. 앰프의 전원장치는 다른 인클로저에 수용되어 RF덱/컨트롤 유닛은 다른 완전한 제한 앰프에 비해 매우 작게 만들 수 있다.
엘래크래프트가 곧 출시할 K4 트랜시버는 K3S를 대체할 예정이다. Elecraft 의 공동 설립자인 에릭 스와츠는, 그의 개인 방송 채널에서 라디오에 대해 자세하게 설명하고 있다.